# هيلاريو أولوا
هيلاريو أولوا (بالإنجليزية: Hilario Ulloa)‏ (و. – القرن 19 م) هو سياسي من نيكاراغوا .